# Colégio Clementino

A Praça Nicosia e o Colégio Clementino (centro e direita) em 1748. À esquerda está o Palazzo Aragona Gonzaga.

O Colégio Clementino é um palácio em Roma, no centro da Itália, situado entre a Strada del'Orso e as margens do rio Tibre. Foi fundada pelo Papa Clemente VIII em 1595, para hospedar refugiados eslavos. Giacomo della Porta foi contratado para erguer um prédio adequado para abrigá-los, que seria um dos últimos projetos do arquiteto idoso. Em 25 de fevereiro de 1601, o Papa Urbano VIII transferiu os eslavos para Loreto e refundou o Colégio Clementino como uma escola de elite para jovens nobres de todas as nações e as famílias mais ricas de Roma. A tradição musical do Colégio Clementino permaneceu forte: Alessandro Scarlatti escreveu oratórios para o carnaval e veio de Nápoles para supervisionar sua produção  .
A instrução "em todas as ciências e nas artes cavalheirescas", segundo uma descrição de 1761, foi confiada aos irmãos dos Somaschi, ordem religiosa de irmãos professores fundada durante a Contrarreforma, autorizada pelo Papa Pio V em 1568; eles provaram ser especialistas em estabelecer seminários. Nos séculos XVII e XVIII, o Colégio Clementino produziu o Papa Bento XIV e vários cardeais, incluindo Domenico Silvio Passionei, Francesco Guidobono Cavalchini, Bartolomeo Pacca, Fabrizio Sceberras Testaferrata, o matemático Giulio Carlo de 'Toschi di Fagnano e o explorador do Pacífico Alessandro Malaspina.
Aqui, Carlo Spinola e Domenico Quarteironi ensinaram o jovem polímata e inventor Raimondo di Sangro, príncipe de Sansevero.
O Colégio foi dissolvido em 1873.